# 克里斯蒂安·冯·柯尼塞格
克里斯蒂安·埃兰·哈拉尔德·冯·柯尼塞格（Christian Erland Harald von Koenigsegg；1972年7月2日—）是瑞典高性能跑车工厂柯尼塞格汽车公司的建立者兼CEO。
1994年，柯尼塞格发起了“柯尼塞格计划”，设计师大卫·克劳福德（David Crawford）提出了一个基于柯尼塞格的方针的设想。正是这个设想使柯尼塞格汽车公司走向了现实。
他的妻子，哈尔多拉·冯·柯尼塞格（Halldora von Koenigsegg），和他一起在管理公司上活跃。

## 早年生活
自从他五岁观看了一部逐格拍摄的关于一个自行车制造者打造了一台赛车的电影《品契克利夫大奖赛（Flåklypa Grand Prix）》，柯尼塞格就展现了他对汽车的兴趣。
六岁那年，他人生中第一次驾驶了卡丁车，他回想时经常说那天是他“人生中最棒的一天之一”。
他第一份暑期工作是在一家位于瑞典斯德哥尔摩的铃木代理商清洗汽车。大约在这个时候，他的兴趣是调校非机动车，并且在他所在的地区很出名。